# 대운암
대운암(大雲庵)은 청도읍 유호리 산1-1번지 소재하는 관세음보살좌상의 하나이다. 고종 5년(1868)에 부암선사가 창건하였으며 1900년대에 화재로 인하여 소실된 것을 신범해 화상이 중창하고 경산시 자인면 반룡사에서 관세음보살상 1좌를 옮겨와서 봉안하였다. 이 관세음보살좌상에 대한 개금불사를 1994년 12월 20일경에 하면서 이 불상이 희귀한 목조불상인 것으로 판명되고 불상의 내부에서 복장유물이 다수 발견되었다. 나무로 깎아 만든 목조불상은 상당수 제작되었을 것이나 지금가지 남아 있는 것은 극히 드물다.대운암 목조관음보살좌상은 높이가 120cm 정도이며, 폭이 80cm로 머리에 아름다운 화관을 쓰고 수인은 구품인을 짓고 있다. 영락과 천의는 섬세하고 아름다울 뿐 아니라 특이하게 머리카락의 일부가 어깨까지 내려와 있다. 목에는 삼도가 뚜렷하고 화관 중 화염문양과 구름문양, 화불문양은 철제로 되어 있고 그 이외에는 전부 나무로 만들었다.또 불상내부에 있던 복장유물로는 이 불상의 조성기격인 묵서로 된 발원문 2매가 발견되어 순치 11년에 경산군 자인면 반룡사에서 조성되었을 것으로 확인되었다.또 다른 복장유물로 법화경이라고도 부르는 묘법연화경 목판서와 해설본, 수능엄경 목판본 한 권과 다라니경 목판본 180여매도 발견되었다.